# Хайнрих I (Майсен)
Вижте пояснителната страница за други личности с името Хайнрих I.
Хайнрих I, Старият (на немски: Markgraf Heinrich I., der Ältere, * 1070; † 1103) от род Ветини е граф на Айленбург, от 1081 г. маркграф на Лужица и от 1089 г. маркграф на Майсен.
Той е първият от род Ветини, който получава от императора Марка Майсен.
Син е на граф Дедо I (II) от Ветин († 1075) и втората му съпруга Адела от Брабант († 1083), вдовица на маркграф Ото I от Орламюнде-Майсен († 1067). Майка му е внучка на Балдуин IV от Фландрия.
През 1075 г. е заложник на император Хайнрих IV, заради неуспешното въстание на баща му Дедо II. През 1081 г. той му дава Лужица. След смъртта на баща му, 1075 г., като единствен негов жив син, наследява маркграфство Лужица, след като Хайнрих IV първо го обещал на крал Вратислав Бохемски. Хайнрих I е важен поддръжник на Хайнрих IV в империята. За благодарност той получава през 1089 г. и Маркграфство Майсен, с което за пръв път член на Дом Ветини управлява тази територия.
Женен е от ок. 1101/1102 г. за Гертруда от Брауншвайг, дъщеря на Екберт I от Майсен и има с нея само един син Хайнрих II Млади (* 1103, † 1123).
Хайнрих I пада убит в боевете против Елба-славяните на река Найсе.